# Cua de ventall de manglar
El cua de ventall de manglar (Rhipidura phasiana) és un ocell de la família dels ripidúrids (Rhipiduridae).

## Hàbitat i distribució
Habita zones de manglars a les terres baixes costaneres del sud i sud-est de Nova Guinea i nord d'Austràlia des del nord-oest d'Austràlia Occidental cap a l'est fins al nord-oest de Queensland.